# So Frenchy So Chic
So Frenchy So Chic est un festival australien consacré à la musique et à la culture françaises depuis 2012. 

## Présentation
Le festival de musique française a été créé en 2012. Il a lieu chaque année en janvier, durant l'été austral, dans les grandes villes du pays, notamment à Sydney et Melbourne.